# Team Leopard-Trek 2011
Questa voce raccoglie le informazioni riguardanti il Team Leopard-Trek nelle competizioni ufficiali della stagione 2011.

## Stagione
Avendo licenza da UCI ProTeam, la squadra ebbe diritto di partecipare alle gare dell'UCI World Tour 2011, oltre a quelle dei circuiti continentali UCI. Nell'UCI World Tour il team lussemburghese ottenne sette successi: tra essi quelli in una tappa al Tour de France con Andy Schleck, in due tappe alla Vuelta a España – nella cronosquadre e con Daniele Bennati – e quella in chiusura di stagione al Giro di Lombardia con Oliver Zaugg.
La stagione della squadra è funestata dalla scomparsa di Wouter Weylandt nel corso della terza tappa del Giro d’Italia

## Organico

### Staff tecnico
GM=General Manager, TM=Team Manager, DS=Direttore Sportivo.
|  | Naz.                 | Ruolo | Sportivo        |  |  |  |
|  | -------------------- | ----- | --------------- |  |  |  |
|  | Danimarca (bandiera) | GM    | Kim Andersen    |  |  |  |
|  | Danimarca (bandiera) | TM    | Brian Nygaard   |  |  |  |
|  | Italia (bandiera)    | DS    | Adriano Baffi   |  |  |  |
|  | Australia (bandiera) | DS    | Lars Michaelsen |  |  |  |
|  | Germania (bandiera)  | DS    | Torsten Schmidt |  |  |  |
|  | Italia (bandiera)    | DS    | Luca Guercilena |  |  |  |

### Rosa
|  | Naz.                   |  | Sportivo                 | Anno |  |  |
|  | ---------------------- |  | ------------------------ | ---- |  |  |
|  | Italia (bandiera)      |  | Daniele Bennati          | 1980 |  |  |
|  | Svizzera (bandiera)    |  | Fabian Cancellara        | 1981 |  |  |
|  | Australia (bandiera)   |  | William Clarke           | 1985 |  |  |
|  | Austria (bandiera)     |  | Stefan Denifl            | 1987 |  |  |
|  | Francia (bandiera)     |  | Brice Feillu             | 1985 |  |  |
|  | Danimarca (bandiera)   |  | Jakob Fuglsang           | 1985 |  |  |
|  | Germania (bandiera)    |  | Linus Gerdemann          | 1982 |  |  |
|  | Germania (bandiera)    |  | Dominic Klemme           | 1986 |  |  |
|  | Danimarca (bandiera)   |  | Anders Lund              | 1985 |  |  |
|  | Belgio (bandiera)      |  | Maxime Monfort           | 1983 |  |  |
|  | Danimarca (bandiera)   |  | Martin Mortensen         | 1984 |  |  |
|  | Italia (bandiera)      |  | Giacomo Nizzolo          | 1989 |  |  |
|  | Australia (bandiera)   |  | Stuart O'Grady           | 1973 |  |  |
|  | Danimarca (bandiera)   |  | Martin Pedersen          | 1983 |  |  |
|  | Portogallo (bandiera)  |  | Bruno Pires              | 1981 |  |  |
|  | Paesi Bassi (bandiera) |  | Joost Posthuma           | 1981 |  |  |
|  | Austria (bandiera)     |  | Thomas Rohregger         | 1982 |  |  |
|  | Lussemburgo (bandiera) |  | Andy Schleck             | 1985 |  |  |
|  | Lussemburgo (bandiera) |  | Fränk Schleck            | 1980 |  |  |
|  | Germania (bandiera)    |  | Rüdiger Selig (stagista) | 1989 |  |  |
|  | Paesi Bassi (bandiera) |  | Tom Stamsnijder          | 1985 |  |  |
|  | Italia (bandiera)      |  | Davide Viganò            | 1984 |  |  |
|  | Germania (bandiera)    |  | Jens Voigt               | 1971 |  |  |
|  | Germania (bandiera)    |  | Robert Wagner            | 1983 |  |  |
|  | Germania (bandiera)    |  | Fabian Wegmann           | 1980 |  |  |
|  | Belgio (bandiera)      |  | Wouter Weylandt          | 1984 |  |  |
|  | Svizzera (bandiera)    |  | Oliver Zaugg             | 1981 |  |  |

## Ciclomercato
| Daniele Bennati          | Liquigas                |
| Fabian Cancellara        | Saxo Bank               |
| William Clarke           | Genesys Wealth Advisers |
| Stefan Denifl            | Cervélo                 |
| Brice Feillu             | Vacansoleil             |
| Jakob Fuglsang           | Saxo Bank               |
| Linus Gerdemann          | Milram                  |
| Dominic Klemme           | Saxo Bank               |
| Anders Lund              | Saxo Bank               |
| Maxime Monfort           | HTC                     |
| Martin Mortensen         | Vacansoleil             |
| Giacomo Nizzolo          | neo pro                 |
| Stuart O'Grady           | Saxo Bank               |
| Martin Pedersen          | Footon                  |
| Bruno Pires              | Barbot                  |
| Thomas Rohregger         | Milram                  |
| Andy Schleck             | Saxo Bank               |
| Fränk Schleck            | Saxo Bank               |
| Tom Stamsnijder          | Rabobank                |
| Davide Viganò            | Sky                     |
| Jens Voigt               | Saxo Bank               |
| Robert Wagner            | Skil-Shimano            |
| Fabian Wegmann           | Milram                  |
| Wouter Weylandt          | Quick-Step              |
| Oliver Zaugg             | Liquigas                |
| Rüdiger Selig (stagista) | Jenatec Cycling         |

## Palmarès

### Corse a tappe
World Tour
- Tirreno-Adriatico

7ª tappa (Fabian Cancellara)
- Tour de Suisse

1ª tappa (Fabian Cancellara)
9ª tappa (Fabian Cancellara)
- Tour de France

18ª tappa (Andy Schleck)
- Vuelta a España

1ª tappa (cronosquadre)
20ª tappa (Daniele Bennati)
Continental
- Critérium International

1ª tappa (Fränk Schleck)
Classifica generale (Fränk Schleck)
- Circuit de la Sarthe

1ª tappa (Daniele Bennati)
3ª tappa (Daniele Bennati)
5ª tappa (Daniele Bennati)
- Bayern Rundfahrt

1ª tappa (Giacomo Nizzolo)
- Tour de Luxembourg

Prologo (Fabian Cancellara)
2ª tappa (Linus Gerdemann)
Classifica generale (Linus Gerdemann)
- Giro d'Austria

8ª tappa (Daniele Bennati)
- Tour de la Région Wallonne

3ª tappa (Daniele Bennati)
- Post Danmark Rundt

3ª tappa (Jakob Fuglsang)

### Corse in linea
World Tour
- Giro di Lombardia (Oliver Zaugg)

Continental
- Le Samyn (Dominic Klemme)
- E3 Harelbeke (Fabian Cancellara)
- Mémorial Frank Vandenbroucke (Rudiger Selig)

### Campionati nazionali
- Campionati tedeschi

In linea (Robert Wagner)
- Campionati lussemburghesi

In linea (Fränk Schleck)
- Campionati svizzeri

In linea (Fabian Cancellara)

## Classifiche UCI

### Calendario mondiale UCI
Individuale
Piazzamenti dei corridori del Team Leopard-Trek nella classifica individuale dell'UCI World Tour 2011.
| Pos. | Ciclista          | Punti |
| ---- | ----------------- | ----- |
| 10   | Fränk Schleck     | 284   |
| 13   | Fabian Cancellara | 252   |
| 14   | Andy Schleck      | 252   |
| 31   | Jakob Fuglsang    | 136   |
| 46   | Oliver Zaugg      | 100   |
| 50   | Daniele Bennati   | 94    |
| 61   | Maxime Monfort    | 78    |
| 92   | Fabian Wegmann    | 43    |
| 98   | Giacomo Nizzolo   | 35    |
| 104  | Stefan Denifl     | 30    |
| 169  | Linus Gerdemann   | 5     |
| 177  | Stuart O'Grady    | 4     |
| 184  | Davide Viganò     | 4     |

Squadra
Nella graduatoria a squadre dell'UCI World Tour il Team Leopard-Trek concluse in terza posizione, totalizzando 1 024 punti.